# Fríské panství
Fríské panství (nizozemsky Heerlijkheid Friesland, západofrísky Fryske Frijheid) byl feudální stát v letech 1498–1795 na území dnešního Nizozemska, do roku 1648 bylo státem Svaté říše římské. Byl ustanoven roku 1498 císařem Maxmiliánem Habsburským. Roku 1524 bylo panství reorganizováno Karlem V. poté, co habsburská vojska dobyla svobodné Frísko. Od roku 1581 patřilo ke Spojeným provinciím nizozemským jako jedna z provincií. Fríské panství bylo zrušeno roku 1795 coby relikt starého režimu, tehdy probíhala francouzská revoluce. Území bylo zahrnuto do nově utvořené Batávské republiky.

## Místodržící Fríska
- Floris van Egmond, hrabě z Burenu, 1515–1518
- Willem van Roggendorff, 1518–1521
- Jancko Douwama, 1522 (fríský povstalec)
- Georg Schenck van Toutenburg, 1521–1540
- Maximiliaan van Egmond, hrabě z Burenu, 1540–1548
- Jean de Ligne, hrabě z Arenbergu, 1559–1568
- Charles de Brimeu, hrabě z Megenu, 1568–1572
- Gillis van Berlaymont, pán z Hiergesu, 1572–1574
- Caspar de Robles, 1574–1576 (podle některých zdrojů 1572–1576)
- Jiří van Lalaing, hrabě z Rennenbergu, 1576–1581 (sesazen v roce 1580)

Ve službách Španělska
- Francisco Verdugo, 1581–1594 (nárokoval si titul)

Ve službách Států Fríska
- Vilém Oranžský, 1580–1584
- Willem Lodewijk, 1584–1620
- Ernst Casimir, 1620–1632
- Hendrik Casimir I., 1632–1640
- Willem Frederik, 1640–1664
- Hendrik Casimir II., 1664–1696
- Johan Willem Friso Oranžsko-Nasavský, 1696–1711
- Vilém IV., kníže oranžský, 1711–1751 (stal se místodržícím i ostatních nizozemských provincií v roce 1747)
- Vilém V., kníže oranžský, 1751–1795